# Jutta Zoff
Jutta Zoff (* 14. Januar 1928 in Bautzen; † 28. Oktober 2019 in Dresden) war eine deutsche Konzertharfenistin, Pianistin, Gitarristin, Saxophonistin, Klarinettistin und Harmonikaspielerin. Sie ist vor allem als 1. Soloharfenistin der Staatskapelle Dresden international bekannt geworden.

## Leben
Die im sächsischen Bautzen geborene Zoff bekam bereits im Alter von fünf Jahren Klavierunterricht bei ihrem Vater, welcher das musikalische Talent seiner Tochter recht bald erkannte. Danach lernte sie 1939 bis 1945 Gitarre bei Margarethe Müller in Dresden sowie bei Heinrich Albert in Gauting und bis Ende der 1950er bei Ángel Iglesias, wenn dieser in Deutschland auf Tournee war. Außerdem machte sie sich auch mit Akkordeon, Saxophon, Klarinette und Harmonika vertraut. Im Alter von 13 Jahren kam sie durch ein Geschenk zum Harfespielen. Um ihr Harfespiel zu verbessern, reiste sie in jenen Jahren eigens nach München, um dort bei Eduard Niedermayr Musikunterricht auf der Harfe zu nehmen. Außerdem unterrichtete sie der seit 1929 an der Staatskapelle Dresden tätige Harfenist Heinrich Schlie († 1945). Nach dem kriegsbedingten Ende dieser Ausbildung, war Zoff bis zum Jahre 1967 als freiberufliche Künstlerin tätig. Auf einigen ihrer Programmzettel findet man, dass sie an einem Konzertabend solistisch sowohl Werke für Gitarre als auch für Saxophon und Harfe darbot.
Schon 1939 wirkte sie im Alter von elf Jahren in Henry Oebels-Oebströms Kurzfilm „Wenn ein kleines Mädel spielt“ als Akkordeonvirtuosin mit. 1955 wirkte sie in Konrad Wolfs Film „Einmal ist keinmal“ als Akkordeonsolistin mit. In Joachim Kunerts Film „Das zweite Gleis“ war 1962 ihre Musik zu hören.
Im Jahr 1967 bekam sie ein Engagement an der Staatskapelle Dresden und wurde bald zum gefeierten Star. Auftritte gab es auf nahezu allen Kontinenten. Dabei spielte sie unter anderem in der Royal Festival Hall in London, in München, in Indien, in Japan und in mehreren arabischen Ländern.
Im Alter von 63 Jahren beendete sie 1991 ihre Karriere als Soloharfenistin bei der Dresdner Staatskapelle und verließ das Orchester. Ihr letztes öffentliches Konzert gab die Künstlerin im September 2007 anlässlich eines Festgottesdienstes zur Wiedergründung der Dr.-Gregorius-Mättig-Stiftung im Bautzener Dom. Im September 2017 erhielt sie die Stifter-Medaille, welche in jenem Jahr erstmals durch die Dr.-Gregorius-Mättig-Stiftung vergeben wurde.
Jutta Zoff war an zahlreichen Schallplatten- und CD-Produktionen beteiligt. Der Schwarzenberger Konzertharfenbau Riedel benannte eines seiner Modellreihen als Ehrung nach der Künstlerin „Jutta Zoff“. Der Künstler Friedrich Krause-Osten schuf 1950 das Gemälde „Bildnis der Musikerin Jutta Zoff“. Es befindet sich heute im Stadtmuseum Bautzen, dem es 2004 durch Jutta Zoff als Geschenk übergeben wurde. Außerdem war sie Ehrenmitglied der Sächsischen Staatsoper.

## Ehrungen (Auswahl)
- 1967: Kunstpreis der DDR[6]
- 1983: Nationalpreis der DDR[13]
- 2017: Stifter-Medaille der Dr.-Gregorius-Mättig-Stiftung[10]
- Ehrenmitglied der Sächsischen Staatsoper

## Diskographie (Auswahl)
- 1973: „Harfenkonzerte“
- 1977: „Strauss, Richard: Das Instrumentalwerk“
- 1977: „Concerto grosso (1966)“
- 1980: „Späte Sonaten“
- 1982: „Kindersinfonie“
- 1984: „Konzert B-Dur op. 4 Nr. 6 für Harfe und Orchester“
- 1984: „Harfenkonzerte“
- 1992: „Virtuose Harfenmusik“
- 1994: „Harp concertos“
- 1996: „Virtuose Flötenmusik“
- 1996: „Kammermusik“
- 1996: „Harfenkonzerte“
- 1996: „Bassoon concerto KV 191“
- 1998: „Meditation“
- 1998: „Liebestraum : romantische klassische Melodien“
- 1998: „Harfenklänge“
- 2001: „Classics for urban people“
- 2002: „Abendstimmung“
- 2007: „Pure joy“
- 2008: „4 elements: classical music of fire, water, air & earth“

## Filmografie (Auswahl)
- 1939: Wenn ein kleines Mädel spielt[8]
- 1955: Einmal ist keinmal[8]
- 1962: Das zweite Gleis (Musik)[8][9]